# Саллуїт
Саллуїт (англ. Salluit, інук. ᓴᓪᓗᐃᑦ, фр. Salluit, колишня назва Саґлук (Sugluk, Saglouc)) — село у Канаді, у районі Нунавік регіону Північ Квебеку провінції Квебек, на 10 км південніше від берега Гудзонової протоки. Населення села становить 1347 людини (перепис 2011 року), близько 93 % якого складають ескімоси.
Село є одним з 14 так званих північних сіл (офіційний статус) Квебеку.
У селі є аеропорт, розташований на кілька кілометрів південніше села.

## Назва
Назва села Саллуїт у перекладі з ескімоської мови означає «худий» й пов'язана з часами, коли місцеві жителі були залежні від дикої природи. Колишня назва села — Саґлук або Саглук (Sugluk, Saglouc). На картах Канади, виданих в Україні, село досі (2011 рік) позначене як Саґлук.

## Географічні дані
Село розташоване на півночі півострова Унгава і після села Івуджівік є другим найпівнічнішим населеним пунктом Квебеку. Село розташоване на правому березі фіорду Саллуїт (колишня назва Саглук (англ. Sugluk)), приблизно за 10 км від Гудзонової протоки.
Село входить до складу району Нунавік Нунавік регіону Північ Квебеку провінції Квебек.
Територія села 14,39 км² (за іншими даними 14,70 км²), однак заселена частина села становить лише приблизно 2 км². Навколо села, як і навколо інших ескімоських сіл Нунавіку, розташована резервна територія інуітів (офіційне поняття). Ця територія призначена для використання виключно ескімосами, її площа дорівнює 596,84 км² (за іншими даними 613 км²), її географічний код — 99887.
Село розташоване в улоговині поміж пагорбів і з 1998 року тут постала небезпека зсуву ґрунтів. 1998 року стався перший зсув ґрунту, він був завширшки понад 100 м і стався на півдні села, тоді було пошкоджено 17 будинків. Після того у різні роки сталася ще низка зсувів. Науковці вважають, що небезпека зсувів ґрунтів з'явилася тут у зв'язку з глобальним потеплінням. З більшим прогріванням верхні шари ґрунтів прогріваються, перетворюючись на болото. Ґрунти пагорбів влітку сильніше прогріваються, а крига є своєрідним зв'язувальним елементом для глинистих порід навколишніх пагорбів.
Потепління клімату створює й проблеми полювання на білих ведмедів та моржів

## Історія
Представники дорсетської культури проживали у цій місцевості з 800 року до н. е. до 1000 року н. е.
1925 року на місці сучасного села Саллуїт було засновано пост для скуповування хутра. Незабаром Компанія Гудзонової затоки також відкрила тут свою факторію на березі фіорду Саглук (Sugluk Inlet), однак перенесла його потім до затоки Дісепшен-Бей (Deception Bay), що на 53,5 км східніше. 1930 року Компанія Гудзонової затоки відкрила магазин на місці теперішнього села й 1932 року закрила свою факторію біля Дісепшен-Бей. 1936 року ціни на хутро значно впали.
1930 року тут почала діяти місія Католицької церкви, однак через 20 років вона припинила тут свою діяльність. З 1955 року тут почала діяти місія Англіканської церкви. 1957 року було відкрито школу. Згодом тут почали селитися ескімоси. Датою заснування села вважається 2 травня 1979 року

## Населення
Населення села Саллуїт за переписом 2011 року становить 1347 людини і для нього характерним є зростання у період від перепису 2001 року
- 2001 рік — 1072 особи[9]
- 2006 рік — 1241 особа[9]
- 2011 рік — 1347 осіб[2]

Дані про національний склад населення, рідну мову й використання мов у селі Саллуїт, отримані під час перепису 2011 року, будуть оприлюднені 24 жовтня 2012 року. Перепис 2006 року дає такі дані:
- корінні жителі — 1155 осіб,
- некорінні — 85 осіб.

| Мова                                          | Рідна мова | Рідна мова | Володіння офіційною мовою | Володіння офіційною мовою | Мова, якою найчастіше розмовляють вдома | Мова, якою найчастіше розмовляють вдома | Мова, якою найчастіше розмовляють на роботі | Мова, якою найчастіше розмовляють на роботі |
| Мова                                          | 2006       | 2011       | 2006                      | 2011                      | 2006                                    | 2011                                    | 2006                                        | 2011                                        |
| Англійська                                    | 25         |            | 450                       |                           | 30                                      |                                         | 150                                         |                                             |
| Французька                                    | 60         |            | 115                       |                           | 65                                      |                                         | 45                                          |                                             |
| Французька і англійська                       |            |            | 340                       |                           | 0                                       |                                         | 0                                           |                                             |
| Англійська і неофіційна мова                  | 0          |            | 0                         |                           | 0                                       |                                         | 25                                          |                                             |
| Французька і неофіційна мова                  | -          |            | -                         |                           | 0                                       |                                         | 0                                           |                                             |
| Інша мова (мови)                              | 1155       |            | -                         |                           | 1120                                    |                                         | 410                                         |                                             |
| Не володіють ані англійською, ані французькою | -          | -          | 335                       |                           | -                                       | -                                       | -                                           | -                                           |